# Cholón jezik
Cholón jezik (seeptsa, tinganeses; ISO 639-3: cht), danas izumrli jezik koji se donedavno vodio kao neklasificiran, da bi prema nizozemskom jezikoslovacu Adelaarusa jezikom hibito činio samostalnu porodicu hibito-cholón. Govorio se u Peruu od Tingo Maríe do doline rijeke Huallaga, svega jedan ili dva govornika, a izumro je 2000 (2000 Wise).
Pripadnici plemena danas govore quechua

## Vanjske poveznice
- Ethnologue (15th)